# Friesland Post
Friesland Post is een Nederlands tijdschrift over Friesland en de Friezen. Het blad wordt uitgegeven door uitgever Van der Let & Partners in Heerenveen.
Friesland Post bevat rubrieken over Friezen en Friesland. Er wordt aandacht geschonken aan cultuur en andere rubrieken met een Fries thema. Naast human interest is er een fotorubriek met artikelen uit het vroegere tijdschrift Fan Fryske Groun. In de zomer verschijnt een skûtsjebijlage.

## Geschiedenis
Het eerste nummer verscheen voor het eerst in 1974 door uitgeversmaatschappij Friesmedia van Geert Kuperus, als opvolger van DIF (Dit Is Friesland), dat al na acht nummers was gestopt. Met een aantal oud-werknemers van DIF volgde een doorstart onder leiding van schrijver Pieter Terpstra, met een redactie gevestigd in Sneek. Begin jaren 1980 werd het blad verkocht aan Agropers en vervolgens aan de Friese Pers. De redactie verhuisde van Sneek naar Leeuwarden. In de jaren 1990 kwam het blad in handen van Migg Media van uitgever Ids Kuindersma en kwam Friesland Post terug in Sneek. In 2007 werd het blad verkocht aan Van der Let & Partners en verhuisde de redactie van Sneek naar Heerenveen.

### Styl
Tussen 2003 en 2010 verscheen als bijlage viermaal per jaar het Friestalige Styl in het kader van taalbevordering door de provincie Friesland.

## Medewerkers en oud-medewerkers
| - Rients Gratama - Jopie Huisman - Arjan Hut - Klaas Jansma | - Peter Karstkarel - Hannah Ludwig - Douwe van der Meulen - Annemarie Postma | - Pieter Terpstra - Henk van der Veer - Piter Wilkens |